# František Bartoš (politik)
František Bartoš (* 13. května 1953, Rychnov nad Kněžnou) je český politik a veterinář, bývalý senátor za obvod č. 48 – Rychnov nad Kněžnou, zastupitel Rychnova nad Kněžnou a člen KDU-ČSL.

## Vzdělání, profese a rodina
Po maturitě na Střední zemědělské škole v Kostelci nad Orlicí vystudoval veterinární lékařství na Vysoké škole veterinární v Brně, kterou absolvoval v roce 1979. Poté do roku 1989 pracoval jako obvodní veterinární lékař v Rychnově nad Kněžnou. S manželkou Evou vychoval čtyři děti.

## Politická kariéra
Od roku 1990 zasedá v zastupitelstvu města Rychnov nad Kněžnou, v letech 1990–1994 zde působil jako starosta. V následujícím funkčním období (1994–1998) zastával post místostarosty.
Ve volbách 1996 se stal členem horní komory českého parlamentu, přestože v prvním kole jej porazil občanský demokrat Josef Ježek v poměru 36,47 % ku 20,42 % hlasů. Ve druhém kole však křesťanský demokrat obdržel 53,34 % hlasů a byl zvolen. V letech 1996–2000 předsedal Výboru pro zdravotnictví a sociální politiku. Ve volbách 2002 svůj mandát obhajoval, a přestože v prvním kole porazil bezpartijní Václavu Domšovou kandidující za SNK-ED v poměru 26,10 % ku 20,32 % hlasů, tak ve druhém kole jej předčila starostka obce Deštné v Orlických horách se ziskem 63,98 % hlasů.
Předsedal Sdružení pro spolupráci Čech, Moravy a Kladska, v problematice česko-polských vztahů se angažuje dodnes. V roce 2004 se stal asistentem europoslankyně Zuzany Roithové.
Dne 5. května 2011 byl prezidentem ČR Václavem Klausem jmenován inspektorem Úřadu pro ochranu osobních údajů. Mandát inspektora Úřadu pro ochranu osobních údajů je desetiletý.